# Prabhu Narayan Singh Bahadur
Prabhu Narayan Singh Bahadur   (Ramnagar, 26 de novembre de 1855 - 4 d'agost de 1931) va ser governant de l'estat i príncep indi de l'estat de Benarés (Casa Reial de Benarés) de 1889 a 1931.
El maharajà va rebre una educació liberal, i amb profunds coneixements del sànscrit. En matèria religiosa va ser un braman convençut, però alhora respectava totes les creences i tenia per norma una il·limitada tolerància. D'aquesta manera va aconseguir l'amor de tots els seus subdits, i les seves llargues arribaren indistintament a totes les comunitats religioses. Els seus donatius, quantiosos, al Col·legi mèdic de Lucknow i al Col·legi Bhuindar de Muzaffarpur, la seva fundació i sosteniment de l'hospital de dones de Benarés, i l'erecció i el mecenatge d'una clínica a Kasauli per als pobres que se sotmetien a tractament a l'Institut Pasteur, són petites mostres de la seva munificència.
Sempre va donar proves de la seva liberalitat dotant esplèndidament el Col·legi Central Indostano de Benarés, que ja devia a la seva generositat notables edificis, espaiosos terrenys i àmplies escoles. Esmentarem també la Biblioteca d'Autors Sànscrits i l'Asil de pobres, a Ramungar, que en el seu temps va ser un model a la seva classe.
Els serveis del príncep van ser recompensats el 1892 amb el nomenament de cavaller comanador de l'Ordre de l'Imperi Indi; en 1910 se li va reconèixer com a cap sobirà i se li va atorgar el títol de maharajá bahadur amb el tractament de Vostra Altesa.
Prabhu Narayan va ser succeït pel seu únic fill, Sir Aditya Narayan Singh.